# Шурупово
Шурупово — деревня в Опочецком районе Псковской области России. Входит в состав Варыгинской волости.
Расположена в 12 км к северо-западу от города Опочка, на правом берегу реки Исса.
Численность населения по оценке на конец 2000 года составляла 25 жителей, на 2012 год — 15 жителей.